# Rezerwat przyrody Kvačianska dolina

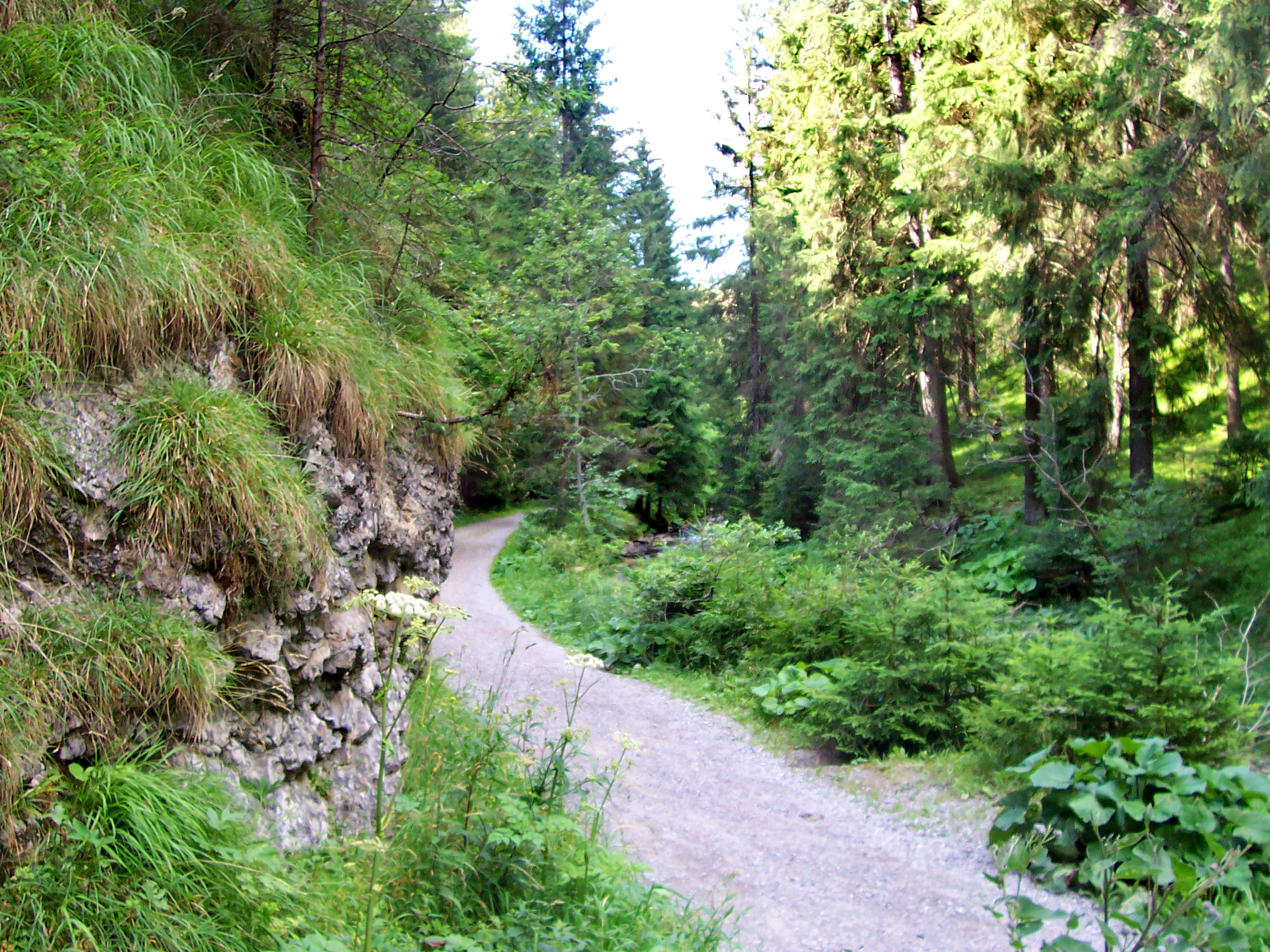
Dolina Kwaczańska

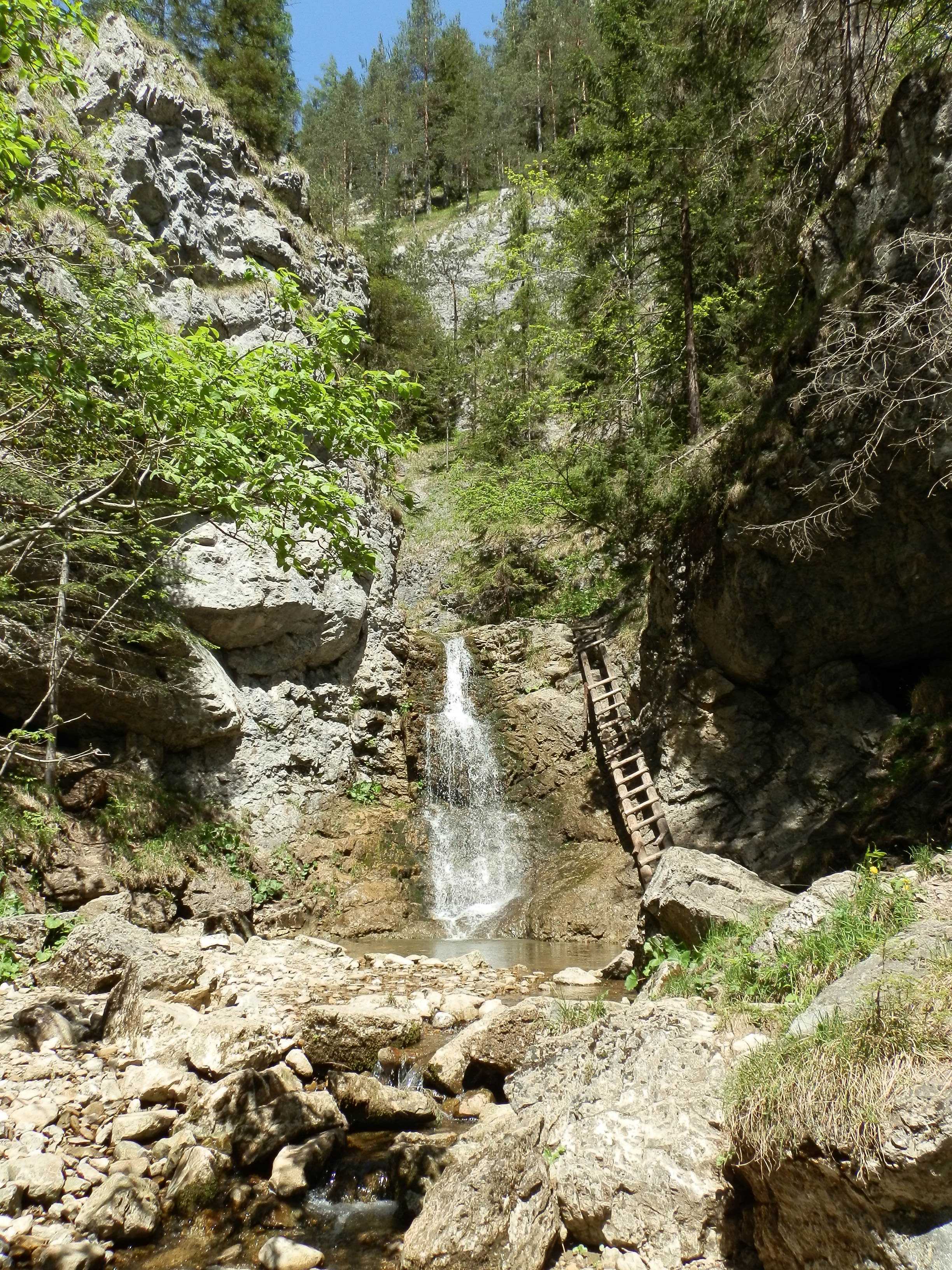
Wodospad Roztocki

Rezerwat przyrody Kvačianska dolina (słow. Národná prírodná rezervácia Kvačianska dolina) – rezerwat przyrody na pograniczu Tatr Zachodnich i Gór Choczańskich w północnej Słowacji. Na terenie rezerwatu obowiązuje 5. (w pięciostopniowej skali) stopień ochrony.

## Położenie
Rezerwat leży w granicach katastralnych wsi Kwaczany i Wielkie Borowe w powiecie Liptowski Mikułasz w kraju żylińskim. Obejmuje Dolinę Kwaczańską z płynącym nią potokiem Kwaczanka wraz z ograniczającymi ją stokami masywów górskich Ostrego Wierchu (1128 m n.p.m.) na wschodzie oraz Hrádkovej (1206 m n.p.m.) i Czarnej Hory (1094 m n.p.m.) na zachodzie. W granicach rezerwatu znajduje się m.in. dawna osada młynarska na Obłazach.

## Historia
Rezerwat został powołany w 1967 r. na powierzchni 467,3 ha zarządzeniem Komisji ds. Kultury i Informacji Słowackiej Rady Narodowej nr 6 z dnia 25 kwietnia 1967 r. Nowelizowany rozporządzeniem Ministerstwa Środowiska Naturalnego Republiki Słowackiej nr 83/1993 z dnia 23 marca 1993 r.

## Charakterystyka
Rezerwat obejmuje typową dużą dolinę krasową, wyciętą głęboko w wapieniach i dolomitach środkowego triasu, zaliczanych do płaszczowiny choczańskiej, z aktywnym cały rok ciekiem wodnym (potok Kwaczanka), z licznymi wodospadami, przewężeniami, skalistymi ścianami, wysokimi skalnymi turniami, piargami i usypiskami oraz bardzo bogatą florą.

## Flora
Strome stoki i boczne dolinki kryją fragmenty reliktowych lasów, które ze względów na niedostępność terenu nie były nigdy gospodarczo wykorzystywane. Ich skład gatunkowy zależy od nachylenia stoków, ich ekspozycji i stopnia rozwoju gleby. Dominującym gatunkiem jest tu buk zwyczajny, któremu towarzyszy jawor. W zagłębieniach terenowych, na głębszych glebach, rośnie jodła, rzadziej świerk; na stromszych, skalistych stokach z płytkimi, szkieletowymi, przesychającymi glebami występują skupiska sosny i modrzewia. Bogata roślinność zielna charakteryzuje się występowaniem gatunków reglowych, subalpejskich i alpejskich, przy czym widać tu wyraźnie zjawisko tzw. inwersji zbiorowisk roślinnych: w głębi wąwozu, na niskich stanowiskach, rosną odporne na chłód i długą zimę gatunki subalpejskie i alpejskie, zaś wysoko na zboczach i turniach – gatunki kserofilne i ciepłolubne.
Spośród gatunków górskich występują tu m.in. aster alpejski, szarotka alpejska (jedno z najniższych stanowisk na Słowacji – ok. 665 m n.p.m.), pierwiosnek łyszczak, goryczka krótkołodygowa, dzwonek drobny, warzuszka skalna, konietlica alpejska, wiechlina styryjska, żółto kwitnący jaskier skalny i biało kwitnący jaskier tojadolistny, tłustosz alpejski, żebrowiec górski, przetacznik krzewinkowy, gnidosz okółkowy, zarzyczka górska. Osobną grupę tworzą gatunki endemityczne lub subendemityczne, jak urdzik karpacki, kostrzewa tatrzańska, goździk lśniący i skalnica tatrzańska.

## Fauna
Fauna rezerwatu jest typowa dla wyższych gór północnej Słowacji. Z dużych drapieżników pojawiają się tu niedźwiedź brunatny i wilk. Z drobnych gryzoni warta wzmianki jest orzesznica, z ptaków m.in. sóweczka zwyczajna.

## Cel ochrony
Celem funkcjonowania rezerwatu jest ochrona antecedentnej doliny górskiej z zespołem cennych zbiorowisk roślinnych, pochodzących w znacznym stopniu z epoki glacjalnej, występujących na obszarze o charakterystycznej, skalnej rzeźbie terenu.